# Sabinensee (Gerswalde)
Der Sabinensee liegt auf dem Gemeindegebiet von Gerswalde im Nordosten Brandenburgs im Süden des Landkreises Uckermark. Er hat eine Wasserfläche von etwa 50 Hektar. Unweit des östlichen Seeufers liegt der Ort Willmine, ein Ortsteil von Gerswalde. Der See ist ungefähr 1,3 Kilometer lang und ungefähr 400 Meter breit.
Der See gehört zur Uckermärkischen Seenlandschaft im Biosphärenreservat Schorfheide-Chorin.
Der sichelförmige See ist fast vollständig von Schilf umgeben, so dass das Seeufer schwer erreichbar ist.
Der Name (1269 „stagnum … savin“) leitet sich vom altpolabischen *Sabina mit der Bedeutung „See, in dem Frösche vorkommen“ ab.